# Foia

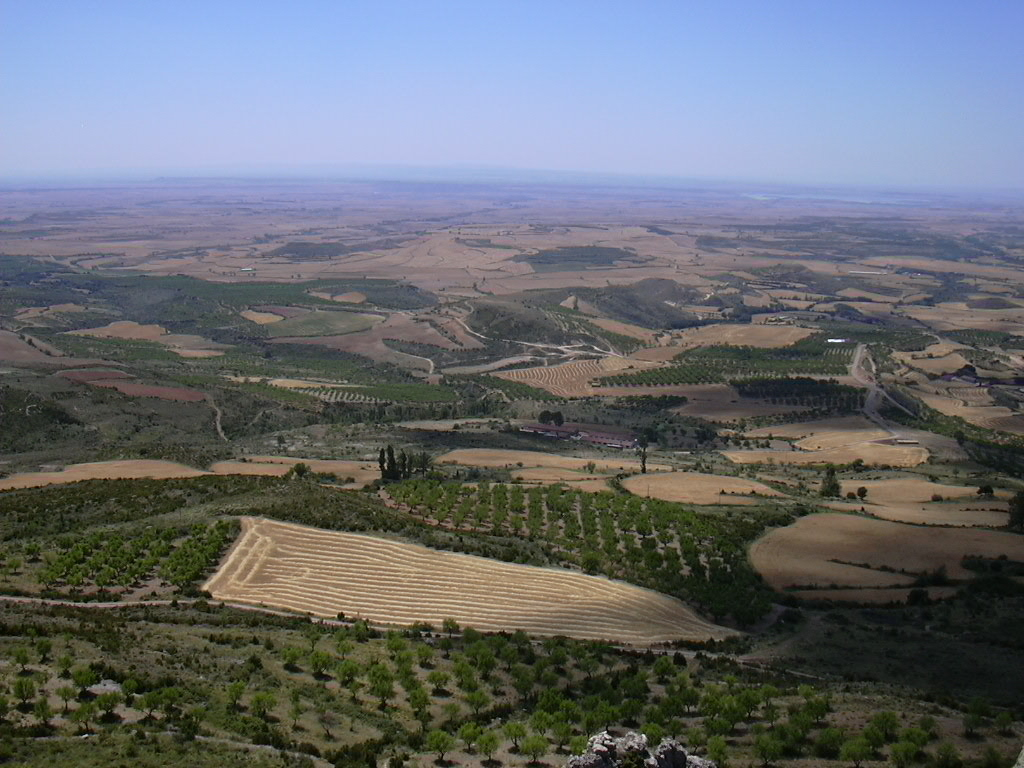
Vista de la foia d'Osca des del Castell de Loarre.

Una foia és una depressió o concavitat del terreny causada per l'erosió de les aigües o per una fossa tectònica.
Com a exemples de foies, podem posar:
- La foia de Bunyol
- La foia de Xixona (Alacantí)
- La foia de Castalla o foia de Castella (Alcoià)
- La foia de Cocentaina (Comtat)
- La foia de Cerdà (Costera)
- La foia d'Ulldecona (Montsià)
- La foia de Santa Magdalena de Polpís/Alcalà de Xivert (Baix Maestrat)
- La foia d'Osca

També rep el nom de foia la canal d'Alcoi.
Com a topònim, abunda al País Valencià i a la conca catalana de l'Ebre. N'és un exemple la pedania d'Elx Foia d'Elx.